# Burnaby Now
Burnaby Now ist eine Lokalzeitung, die zweimal wöchentlich von Glacier Media herausgegeben wird. Das Verbreitungsgebiet ist die Stadt Burnaby in British Columbia, Kanada, wo sich rund 47.000 Einwohner und Geschäfte befinden.
Die erste Ausgabe hatte das Format eines zwölfseitigen Flugblatts. Sie erschien am 23. November 1983, eine Woche, nachdem letztmals die 123 Jahre alte Zeitung The Columbian newspaper erschienen war.